# Myotis indochinensis
Myotis indochinensis — вид рукокрилих ссавців з родини лиликових.

## Таксономічна примітка
Таксон нещодавно описаний.

## Морфологічна характеристика
Це невеликий кажан з довжиною передпліччя від 43.3 до 45.6 мм, довжиною лапи від 8.8 до 10.6 мм і довжиною вух від 13.8 до 16.1 мм. Шерсть порівняно довга. Загальне забарвлення тіла темно-коричневе, кінчик волосків черевних частин світло-коричнево-жовтий. Вуха помірно довгі, вузькі. Крила кріпляться ззаду до основи великого пальця. Лапи малі. Хвіст довгий і повністю входить у великий уропатій.

## Поширення
Країни проживання: Китай, В'єтнам, Лаос.

## Спосіб життя
Типову серію було зібрано в туманні сітки, встановлені вздовж великого потоку з відкритими скелями у вторинному лісі. Вагітний екземпляр потрапив у туманну сітку у первинному лісі на висоті 450 м над рівнем моря в Національному парку Там Дао, В'єтнам. Печера Phieng Dung, природний заповідник Na Hang, В'єтнам, де був спійманий один екземпляр, розташована на висоті 990 м над рівнем моря та оточена гірськими та підгірськими лісами. Два екземпляри були спіймані у вторинному лісі на висоті 370 м у природному заповіднику Аслін Та Сюа. Нещодавні зразки також були зібрані в первинних лісах Національного парку Сюан Сон (провінція Фу Тхо), Муонг Лай і району Мок Чау (провінція Шонла).